# Cynanchum yunnanense
Cynanchum yunnanense är en oleanderväxtart som beskrevs av Anthony. Cynanchum yunnanense ingår i släktet Cynanchum och familjen oleanderväxter. Inga underarter finns listade i Catalogue of Life.